# 近畿大学農学部・大学院農学研究科

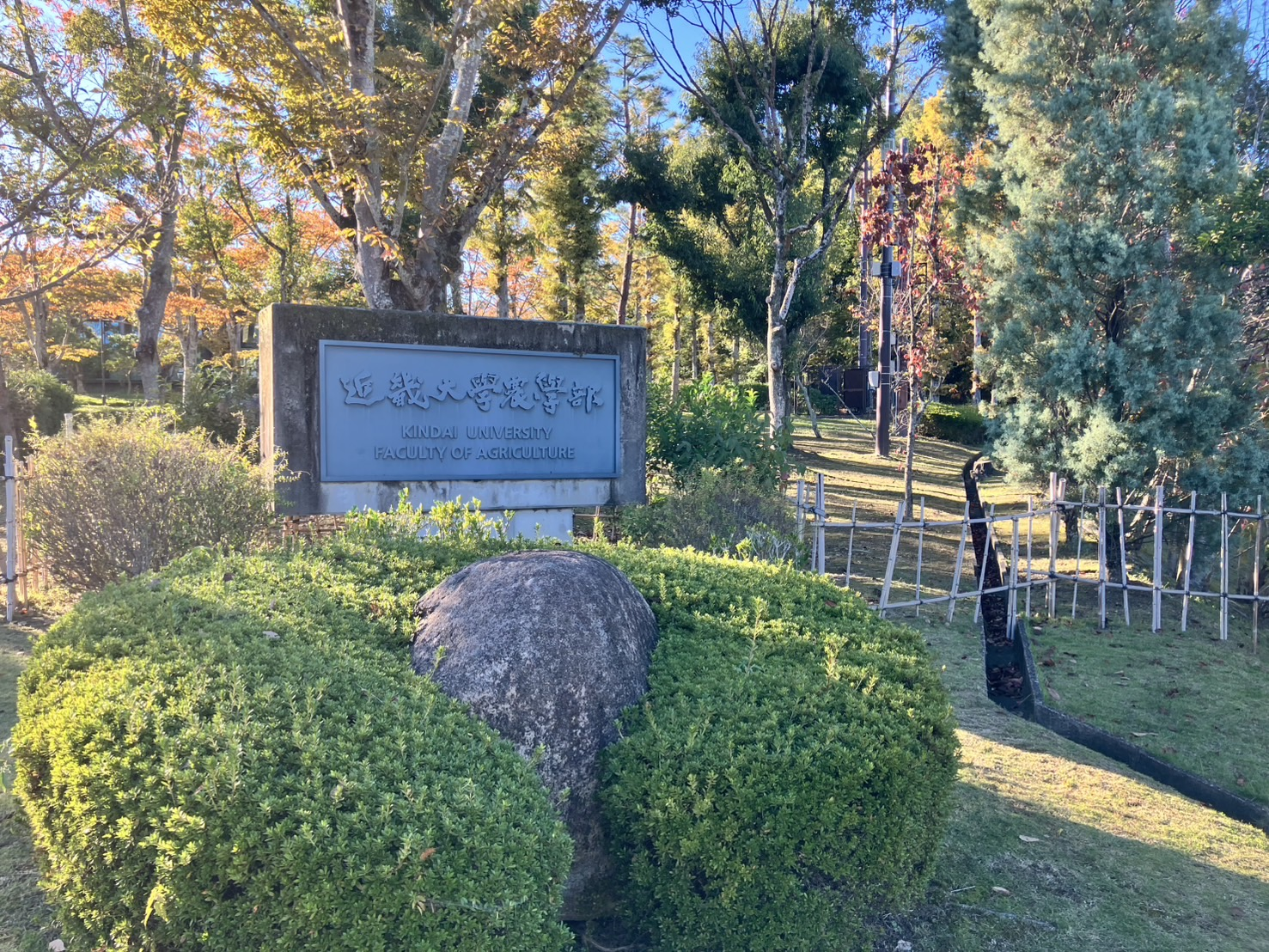
奈良キャンパス

近畿大学農学部（きんきだいがくのうがくぶ、Faculty of Agriculture）は、近畿大学に設置されている農学部。近畿大学大学院農学研究科（きんきだいがくだいがくいんのうがくけんきゅうか、Graduate School of Agriculture）は、近畿大学大学院に設置されている農学研究科。近畿大学の7番目の学部として誕生した。

## キャンパス概要
〒631-0052 奈良県奈良市中町3327−204
この他に資源再生研究所を北海道恵庭市、水産研究所と農学部附属農場を和歌山県内各地に開設

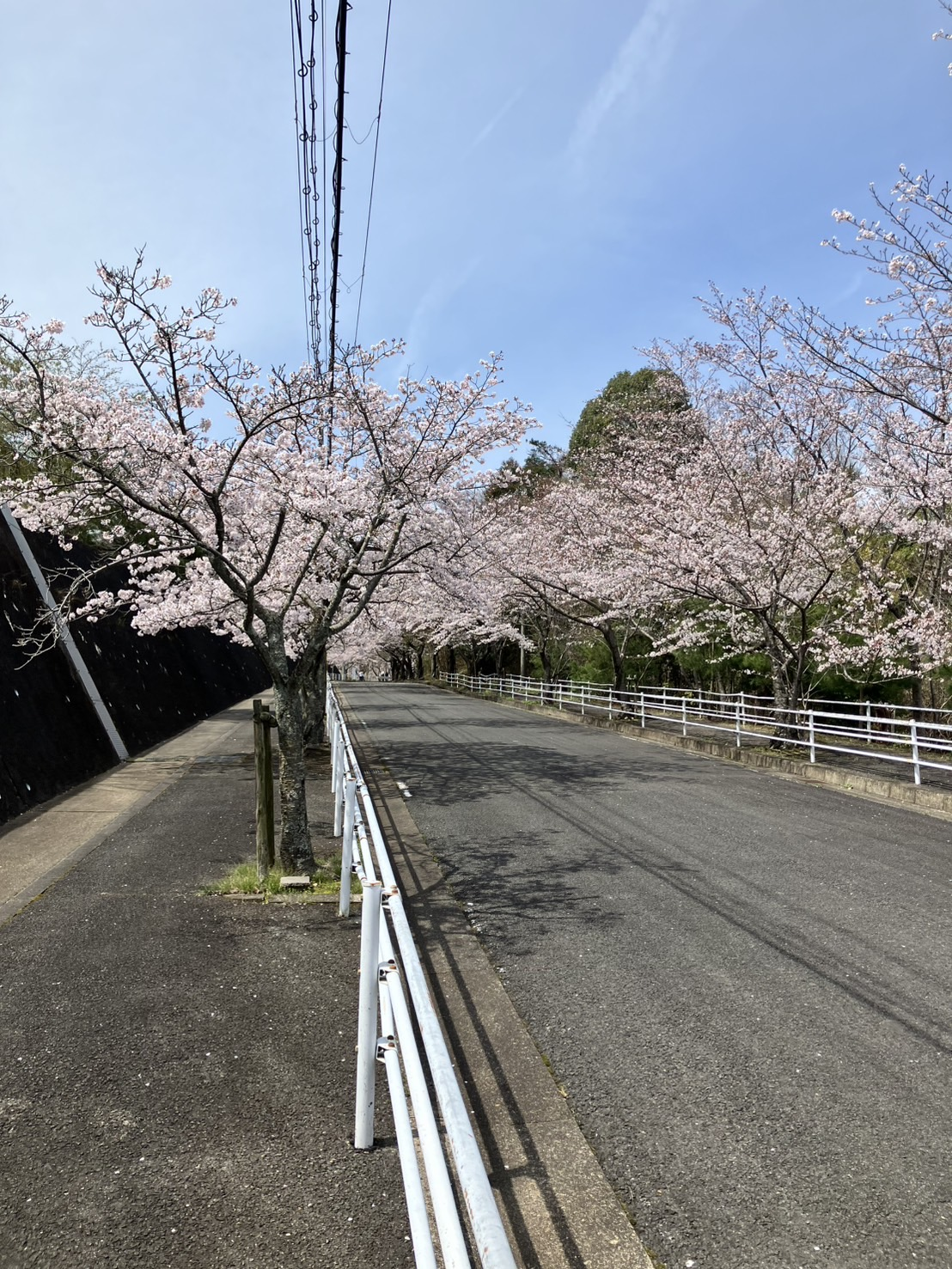
桜並木

4月上旬になると、農学部の桜ゾーンが一般公開され、学部生以外の人でも花見をすることができる。

## 沿革
- 1948年 近畿大学の前身である大阪理工科大学が和歌山県白浜町に臨海研究所を創設
- 1949年 新学制により近畿大学が開学
- 1952年 農芸化学研究所を和歌山県湯浅町に開設
- 1957年 農芸化学研究所附属生石農場を和歌山県清水町（現・有田川町）に開設
- 1958年 農学部を大阪府布施市（現・東大阪市）の本部キャンパスに創設。農学科、水産学科を開設。農芸化学研究所と研究所附属生石農場をそれぞれ農学部附属農場湯浅農場、生石農場に名称変更
- 1960年 臨海研究所を水産研究所と組織改組し、白浜町の臨海研究所を白浜実験場に名称変更。また水産研究所浦神実験場を和歌山県那智勝浦町に開設
- 1962年 農学部に農芸化学科を設置。食品科学研究所を開設
- 1967年 農学部に食品栄養学科を設置
- 1970年 水産研究所大島分室を和歌山県串本町に開設。水産養殖種苗センターを和歌山県白浜町に開設
- 1985年 大学院農学研究科修士課程を創設し、農学専攻、農芸化学専攻を設置
- 1986年 大学院農学研究科修士課程に水産学専攻を設置
- 1989年 大学院農学研究科に博士課程の農学専攻、水産学専攻、農芸化学専攻を設置。奈良市に奈良キャンパスを新設し、農学部と大学院農学研究科を移設。奈良学舎まほろば館、ならやま館が竣工する
- 1991年 食品科学研究所を農学総合研究所に名称変更
- 1992年 農学部に国際資源管理学科を設置
- 1993年 動物発生工学研究所を北海道恵庭市に開設
- 1995年 ログハウス食堂棟・櫻月(984㎡)竣工
- 1998年 農学部食品栄養学科に食品科学専攻、管理栄養士専攻設置。これにより食品栄養学科が管理栄養士養成施設の指定認可される。資源再生研究所を北海道恵庭市に開設
- 1999年 大学院農学研究科修士課程に国際資源管理学専攻を設置。大学院農学研究科博士前期・後期課程ともに農芸化学専攻を応用生命化学専攻に名称変更
- 2000年 動物発生工学研究所廃止
- 2001年 農学総合研究所廃止
- 2005年 既存の農学部5学科をそれぞれ農業生産科学科、水産学科、応用生命化学科、食品栄養学科、環境管理学科、バイオサイエンス学科に改組。大学院農学研究科を博士前期・後期課程ともに農業生産科学専攻、水産学専攻、応用生命化学専攻、環境管理学専攻、バイオサイエンス専攻に改組
- 2006年 新教室棟(2,567㎡) 竣工新教室棟
- 2008年 農学部創設50周年記念式典

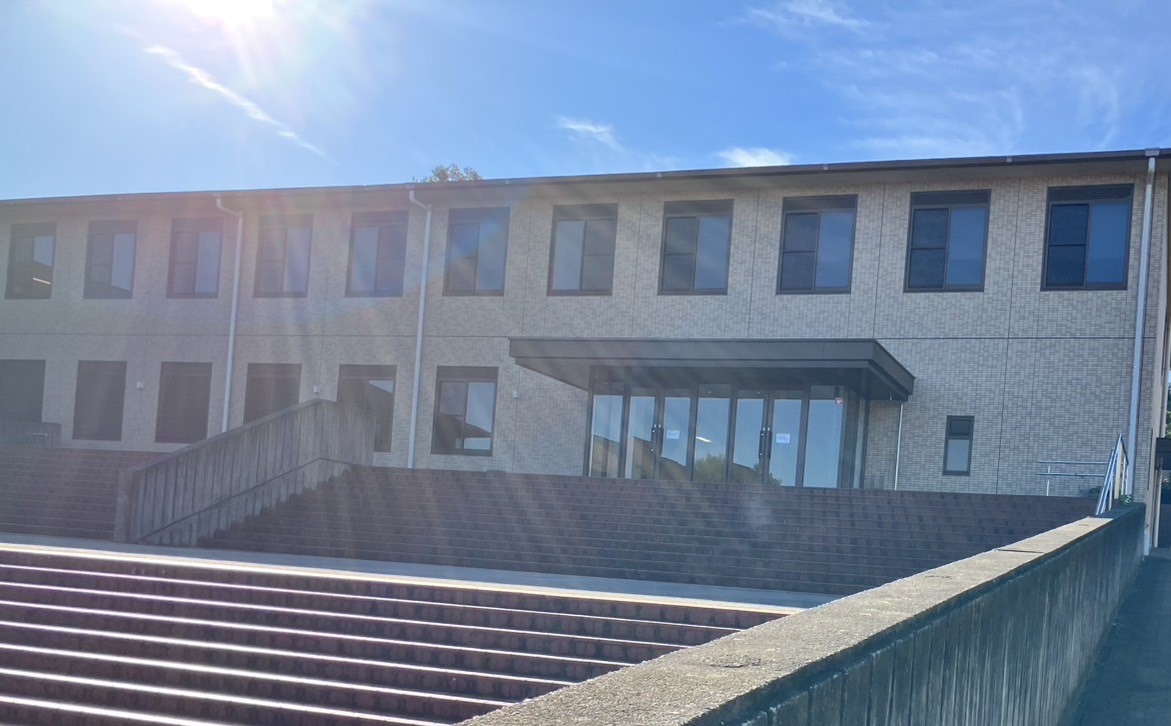
新教室棟

- 2015年 体育館(1,457.32㎡) 竣工
- 2018年 アグリ技術革新研究所設立
- 2019年 バイオサイエンス学科を生物機能科学科に名称変更
- 2020年 多目的ホール「つながる館」(1677.12㎡)、食品栄養学科「調理実習棟」(761.41㎡)竣工[2]

## 学部組織
農学部
- 農業生産科学科
- 水産学科
- 応用生命化学科
- 食品栄養学科
- 環境管理学科
- 生物機能科学科

## 大学院組織
農学研究科
- 農業生産科学専攻
- 水産学専攻
- 応用生命化学専攻
- 環境管理学専攻
- バイオサイエンス専攻